# メーターと恐怖の火の玉
「メーターと恐怖の火の玉」（メーターときょうふのひのたま 、原題："Mater and the Ghostlight"）は、2006年にピクサーが制作した7分58秒の短編アニメーション作品。
『カーズ』の関連作品で、同作のDVD・ブルーレイに特典映像として収録された短編映画（ビデオスルー作品）である。ストーリーの時系列としては『カーズ』の後日談にあたる。

## ストーリー
いたずら好きのレッカー車、メーターは、夜になると出現する火の玉の伝説を聞き……。

## 登場人物と声の出演
- メーター - ラリー・ザ・ケーブル・ガイ/山口智充
- サリー - ボニー・ハント/戸田恵子
- ライトニング・マックィーン - オーウェン・ウィルソン/土田大
- ラモーン - チーチ・マリン/樋浦勉
- ドック・ハドソン - ポール・ニューマン/浦山迅
- シェリフ - マイケル・ウォリス/池田勝
- リジー - キャサリン・ヘルモンド/森ひろ子

## スタッフ
- 監督：ジョン・ラセター
- 製作総指揮：ダーラ・K・アンダーソン